# Antonov A–15
Az A–15 szovjet, teljesen fémépítésű, Open Class osztályú teljesítmény-vitorlázógép, amelyet Oleg Antonov tervezett az 1950-es évek végén. A géppel több mint húsz országos rekordot értek el a Szovjetunióban. Kb. 350 darabot gyártottak. Néhány példányát exportálták is. Magyarországra két példány (HA-7019, HA-7020) került.

## Műszaki jellemzői
Teljesen fémépítésű konstrukció. Középszárnyas elrendezésű, a vezérsík pillangó rendszerű.